# Lycée français international Marcel-Pagnol
Le lycée français international Marcel-Pagnol (espagnol : Liceo Francés Internacional Marcel Pagnol) est une école traditionnelle française à Asuncion, au Paraguay.
L'établissement dessert les niveaux de la maternelle au lycée. 